# Dd (dwuznak)
Dd – dwuznak składający się z dwóch liter D. Występuje w języku walijskim i oznacza głoskę odpowiadającą dźwięcznej wymowie angielskiego th. Brak jednak polskiego fonetycznego odpowiednika dla tego używanego przez nich dwuznaku. W międzynarodowej transkrypcji fonetycznej IPA oznaczany jest symbolem [ð⁠].